# Jezero Nowe Warpno
Jezero Nowe Warpno (njem. Neuwarper See, Warper See; polj. Jezioro Nowowarpieńskie) je zaljev na južnoj obali Szczecinske lagune. Ulazi oko 6 km u unutrašnjost i ima dva uska kanala do lagune na sjeveru od kojih je svaki širok samo 150 metara, a odijeljeni su malim otokom trske.
Zapadna i južna obala zaljeva pripadaju okrugu Vorpommern-Greifswald u njemačkoj saveznoj državi Mecklenburg-Vorpommern, istočna obala je dio poljskog Zapadnopomeranskog vojvodstva (okrug Police). Na obalama zaljeva se nalaze općina Altwarp i selo Rieth u općini Luckow, kao i grad Nowe Warpno (Neuwarp) i njegove četvrti – Podgrodzie (Altstadt) i Karszno (Albrechtsdorf). Otok Riether Werder, 0.83 km2, nalazi se u njemačkom dijelu Neuwarper Seea i, kao i cijela obala između Altwarpa i Rietha, pripada rezervatu prirode Naturschutzgebiet Altwarper Binnendünen, Neuwarper See und Riether Werder. Otok Łysa Wyspa (Kahleberg) leži u poljskim vodama.
Putnički trajekti voze između Altwarpa i Neuwarpa tijekom cijele godine (6 putovanja u svakom smjeru od 10:00 do 17:30).